# محمد حلیم
محمد حلیم (انگلیسی: Mohammad Haleem; ۱ ژانویهٔ ۱۹۲۵ – ۱۱ اوت ۲۰۰۶) قاضی، و وکیل اهل پاکستان بود. وی از سال ۱۹۸۱ تا ۱۹۸۹ قاضی ارشد پاکستان بوده‌است.